# Капобьянко
Капобьянко (фр. и итал. Capobianco) — упразднённый в 2015 году кантон во Франции, находился в регионе Корсика, департамент Верхняя Корсика. Входил в состав округа Бастия.
Всего в кантон Капобьянко входило 10 коммун, из них главной коммуной являлась Рольяно. 22 марта 2015 года все 10 коммун перешли в состав нового кантона Кап-Корс.

## Коммуны кантона
| Коммуна    | Население, чел. (1999) | Почтовый индекс | Код INSEE |
| ---------- | ---------------------- | --------------- | --------- |
| Барреттали | 131                    | 20228           | 2B030     |
| Каньяно    | 179                    | 20228           | 2B046     |
| Лури       | 750                    | 20228           | 2B152     |
| Мерия      | 85                     | 20287           | 2B159     |
| Морсилья   | 123                    | 20238           | 2B170     |
| Пино       | 150                    | 20228           | 2B233     |
| Рольяно    | 458                    | 20247           | 2B261     |
| Томино     | 186                    | 20248           | 2B327     |
| Чентури    | 229                    | 20238           | 2B086     |
| Эрса       | 132                    | 20275           | 2B107     |

## Население
Население кантона на 2008 год составляло 2609 человек.
| 1962 | 1968 | 1975 | 1982 | 1990 | 1999 | 2006 | 2007 | 2008 |
| ---- | ---- | ---- | ---- | ---- | ---- | ---- | ---- | ---- |
| 2659 | 2764 | 2434 | 2221 | 2293 | 2423 | —    | —    | 2609 |